# Współkońcowość
W matematyce, zwłaszcza w teorii mnogości, współkońcowość {\displaystyle \operatorname {cf} (\kappa ).} zbioru częściowo uporządkowanego {\displaystyle \kappa } to najmniejsza moc zbioru współkońcowego w {\displaystyle \kappa .}

## Notacja
Dla liczby porządkowej {\displaystyle \alpha } przez {\displaystyle O(\alpha )} oznaczać będziemy wyznaczony przez nią odcinek początkowy, czyli zbiór mniejszych od {\displaystyle \alpha } liczb porządkowych
{\displaystyle O(\alpha )=\{\lambda \in {\text{Ord}}:\lambda <\alpha \}.}

## Definicja
Załóżmy, że {\displaystyle \kappa } jest nieskończoną liczbą kardynalną. Najmniejszą liczbę kardynalną {\displaystyle \lambda } taką, że {\displaystyle \kappa } jest sumą {\displaystyle \lambda } swoich podzbiorów, z których każdy jest mocy mniejszej niż {\displaystyle \kappa ,} nazwiemy współczynnikiem współkońcowości liczby {\displaystyle \kappa } lub jej współkońcowością. Współczynnik współkońcowości oznacza się {\displaystyle \operatorname {cf} (\kappa ).} Wyrażoną w ten sposób zależność można opisać również następująco:
{\displaystyle \operatorname {cf} (\kappa )=\min \left(|{\mathcal {A}}|:{\mathcal {A}}\subset {\mathcal {P}}(\kappa )~\wedge \forall _{A\in {\mathcal {A}}}|A|<\kappa ~\wedge ~\bigcup {\mathcal {A}}=\kappa \right).}
Liczby kardynalne {\displaystyle \kappa ,} dla których {\displaystyle \operatorname {cf} (\kappa )=\kappa } nazywamy regularnymi. Pozostałe liczby kardynalne są singularne.

## Charakteryzacja
Załóżmy, że {\displaystyle \kappa } jest nieskończoną liczbą kardynalną. Powiemy, że zbiór {\displaystyle X\subset O(\kappa )} jest ograniczony w {\displaystyle \kappa ,} jeśli istnieje liczba porządkowa {\displaystyle \alpha <\kappa } taka, że {\displaystyle X\subset O(\alpha ).} W przeciwnym razie powiemy, że zbiór {\displaystyle X} jest współkońcowy w {\displaystyle \kappa .} Współkońcowość liczby kardynalnej równa jest mocy najmniejszego zbioru współkońcowego w {\displaystyle \kappa .}

## Przykłady
Oczywistym przykładem regularnej liczby kardynalnej jest {\displaystyle \aleph _{0}.}
Każdy następnik kardynalny jest liczbą regularną.
Dla każdej liczby porządkowej {\displaystyle \alpha } zachodzi następująca zależność:
{\displaystyle \operatorname {cf} (\aleph _{\alpha })={\begin{cases}\aleph _{\alpha }&{\text{dla }}\alpha =\beta +1\\\operatorname {cf} (\alpha )&{\text{dla }}\alpha {\text{ granicznych}}\end{cases}}}